# Karim Affo
Karim Affo (* 5. April 2006 in Köln) ist ein deutsch-togoischer Fußballspieler. Der deutsche Juniorennationalspieler steht aktuell bei Fortuna Düsseldorf unter Vertrag.

## Karriere
Affo begann sein Karriere beim FC Pesch in seiner Heimatstadt Köln. Im Alter von 11 Jahren wechselte er 2017 in die Jugend von Fortuna Düsseldorf. In seiner ersten Saison bei den B-Junioren schoss er in 13 Spielen drei Tore. In der Saison 2022/23 erzielte er in der B-Junioren Bundesliga West in acht Spielen sieben Tore. Am 29. November 2022 feierte Affo sein Debüt für die Profis. Im Testspiel gegen BV De Graafschap wurde er in der 75. Spielminute eingewechselt und schoss in der 81. Spielminute gleich sein erstes Profitor. In derselben Saison wurde Affo vorzeitig in die A-Jugend hochgezogen und erzielte in vier Junioren-Bundesligaspielen ein Tor. In der folgenden Saison 2023/24 schoss er in 14 Spielen drei Tore. Die Vorbereitung für die Saison 2024/25 absolvierte Affo mit der Profimannschaft der Fortuna und fuhr auch mit ins Trainingslager ins oberösterreichische Mühlviertler Hochland. Neben 13 Toren in 15 Spielen für die Düsseldorfer U-19 gehörte er auch neunmal zum Spieltagsaufgebot der Fortuna. Im Mai 2025 feierte Affo, beim letzten Heimspiel der Fortuna in der Zweitligasaison 2024/2025 gegen den FC Schalke 04, sein Zweitligadebüt, als er in der 86. Minute beim Stand von 2:0 für Shinta Appelkamp eingewechselt wurde.
Am 14. Mai 2025 debütierte Affo für die deutsche U-19-Nationalmannschaft. Beim 1:1 gegen Dänemark wurde er in der 72. Minute für Melvin Onos eingewechselt.